# Mimophyle
Mimophyle là một chi bướm đêm thuộc họ Geometridae.